# Libertà e diritti fondamentali
Con l'espressione libertà e diritti fondamentali si indicano le situazioni giuridiche soggettive, cioè le garanzie del rispetto dei diritti di ciascuna persona umana in quanto tale, che l'ordinamento giuridico riconosce e si impegna a garantire. Secondo le più note ricostruzioni teoriche, si può avere di essi una nozione storicistica (sono tali i diritti consuetudinari), individualistica (sono tali i diritti che spettano, in base al diritto naturale, all'individuo), statualistica (sono tali i diritti che l'ordinamento definisce).

## Determinazione dei diritti fondamentali a livello internazionale

### Organizzazione delle Nazioni Unite

#### Dichiarazione universale dei diritti dell'uomo
La Dichiarazione universale dei diritti umani, spesso indicata con la sigla DUDU, è un documento sui diritti individuali, firmato a Parigi il 10 dicembre 1948, la cui redazione fu promossa dalle Nazioni Unite (ONU) perché avesse applicazione in tutti gli stati membri.
Da allora la nozione di Diritti umani si è estesa grazie a leggi e dispositivi che sono stati creati per sorvegliare e punire le violazioni di questi diritti. Alcuni dei seguenti avvenimenti sono pietre miliari di questo processo:
- 1966: adozione da parte dell'ONU della Convenzione internazionale sui diritti economici, sociali e culturali e della Convenzione Internazionale sui Diritti Civili e Politici.
- 1967: creazione di meccanismi di inchiesta da parte della Commissione dell'ONU sulle violazioni dei diritti dell'uomo dei paesi membri.
- 1991: primo incontro internazionale delle istituzioni nazionali di promozione e protezione dei diritti dell'uomo organizzata dalla Commissione nazionale consultiva dei diritti dell'uomo a Parigi sotto la supervisione delle Nazioni Unite.
- 1993: adozione da parte dell'assemblea generale delle Nazioni Unite del Programma d'azione di Vienna, che accorda grande spazio alla democrazia[4] ed allo sviluppo considerati come parte integrante dei diritti dell'uomo; il Programma chiama tutti gli stati membri a creare delle istituzioni nazionali che siano garanti dei diritti dell'uomo.
- 2006: creazione del Consiglio per i diritti umani delle Nazioni Unite con l'adozione da parte dell'Assemblea generale della risoluzione A/RES/60/251, il 15 marzo 2006.

Una moderna interpretazione della Dichiarazione universale dei Diritti dell'Uomo è stata fatta attraverso la Dichiarazione e Programma d'azione di Vienna, adottata dalla Conferenza Mondiale sui Diritti Umani del 1993. Il grado di unanimità circa queste convenzioni, nel senso di quanti e quali siano i Paesi che le ratificano, varia, così come varia il grado di rispetto all'interno delle stesse Nazioni. L'ONU ha messo in piedi un certo numero di organi per sottoporre a verifica e studio i Diritti Umani, sotto la guida dell'Alto Commissariato delle Nazioni Unite per i Diritti Umani (OHCHR) con sede a Ginevra.

#### La Convenzione contro la tortura
La Convenzione contro la tortura ed altre pene o trattamenti crudeli, disumani o degradanti (in inglese, United Nations Convention against Torture and Other Cruel, Inhuman or Degrading Treatment or Punishment) è uno strumento internazionale per la difesa dei diritti umani, sotto la supervisione dell'ONU.
La Convenzione prevede una serie di obblighi per gli Stati aderenti, fra i quali: autorizza ispettori dell'ONU e osservatori dei singoli Stati a visite a sorpresa nelle strutture carcerarie per verificare l'effettivo rispetto dei diritti umani, stabilisce il diritto di asilo per le persone che al ritorno in patria potrebbero essere soggetti a tortura. Il Comitato contro la Tortura, tra i vari comitati dei Diritti umani, è uno di quelli più efficaci ed incisivi, tuttavia il Comitato può esercitare controlli solo se uno Stato contraente dichiara espressamente di accettarli.
La Convenzione è stata approvata dall'Assemblea dell'ONU a New York il 10 dicembre 1984, ed è entrata in vigore il 26 giugno 1987. Al giugno 2008, è stata ratificata da 145 Paesi. Il 26 giugno è la giornata internazionale di sostegno alle vittime della tortura.
L'Italia ha sottoscritto la Convenzione, ma soltanto nel 2017 il Parlamento italiano ha introdotto il reato di tortura nell'ordinamento italiano (art. 613 bis c.p., inserito dalla legge 110/2017). La legge è stata criticata per talune insufficienze.

#### La convenzione contro la violenza sulle donne
La Convenzione del Consiglio d'Europa sulla prevenzione e la lotta contro la violenza nei confronti delle donne e la violenza domestica è stata adottata dal Consiglio d'Europa il 7 aprile 2011 e sottoscritta ad Istanbul il 12 marzo 2012 da 29 stati, ma ratificata sinora solo da Turchia, Albania, Portogallo, Montenegro, Italia il 19 giugno 2013, Austria. Per l'entrata in vigore della Convenzione è tuttavia prevista la ratifica di almeno 10 stati (di cui almeno 8 parte dell'Unione Europea), che si impegnino ad osservarla come propria legge interna (e quindi è oggi in vigore solo per i 6 stati che l'hanno ratificata).

La Convenzione è più nota col nome di Convenzione di Istanbul (ovviamente dal luogo in cui è stata sottoscritta).

L'Italia ha provveduto con urgenza all'adeguamento della propria legislazione in relazione anche all'impressione destata nella pubblica opinione da ripetuti episodi di femminicidio.

#### Dichiarazione islamica dei diritti dell'uomo
La Dichiarazione islamica dei diritti dell'uomo, proclamata il 19 settembre 1981 presso l'UNESCO a Parigi, è la versione islamica della Dichiarazione universale dei diritti dell'uomo. Si è resa necessaria - secondo i proponenti - per il fatto che la Dichiarazione universale dei diritti dell'uomo non sarebbe compatibile con la concezione della persona e della comunità che ha l'Islam.

### Organizzazioni europee

#### Convenzione europea per la salvaguardia dei diritti dell'uomo
La Convenzione europea per la salvaguardia dei diritti dell'uomo e delle libertà fondamentali o CEDU è un trattato internazionale redatto dal Consiglio d'Europa sotto l'egida dell'ONU. Il documento è stato elaborato in due lingue, francese e inglese, i cui due testi fanno egualmente fede.
La Convenzione è stata firmata a Roma il 4 novembre 1950 dai 12 stati al tempo membri del Consiglio d'Europa (Belgio, Danimarca, Francia, Grecia, Irlanda, Islanda, Italia, Lussemburgo, Norvegia, Paesi Bassi, Regno Unito, Svezia, Turchia) ed è entrata in vigore il 3 settembre 1953, ma per l'Italia, che l'ha ratificata in ritardo (pur essendo stata tra i primi firmatari), solo il 10 ottobre 1955

#### Unione Europea
La Carta dei diritti fondamentali dell'Unione Europea è stata proclamata una prima volta il 7 dicembre 2000 a Nizza (per tale motivo è stata anche nota come "Carta di Nizza") e una seconda volta il 12 dicembre 2007 a Strasburgo - in una versione adattata - da Parlamento, Consiglio e Commissione dell'Unione Europea. Con l'entrata in vigore del trattato di Lisbona, ha il medesimo valore giuridico dei trattati, ai sensi dell'art. 6 del Trattato sull'Unione europea, e si pone dunque come pienamente vincolante per le istituzioni europee e gli Stati membri e, allo stesso livello di trattati e protocolli ad essi allegati, come vertice dell'ordinamento (quasi una costituzione) dell'Unione europea.
La Carta enuncia i diritti e i principi che dovranno essere rispettati dall'Unione in sede di applicazione del diritto comunitario. L'attuazione di tali principi è affidata anche alle normative nazionali. 
I valori fondamentali dell'Unione Europea sono: Dignità (art 1-5), Libertà (art. 6-19), Uguaglianza (art. 20-26), Solidarietà (art. 27-38), Cittadinanza (art. 39-46), Giustizia (art. 47-50).

## Determinazione dei diritti fondamentali nei vari ordinamenti nazionali
In quasi ogni ordinamento, sono presenti elementi che si ispirano alla concezione dei diritti umani.

### Magna Charta (Inghilterra)
Nel 1215 il re d'Inghilterra John Lackland (Giovanni Senzaterra) fu costretto dai baroni del regno a concedere, firmandola, la Magna Charta Libertatum (Suprema Carta delle libertà). Essa rappresenta il primo documento fondamentale (scritto in lingua latina medioevale) nel mondo occidentale per la concessione di diritti ai cittadini (da principio solo nobili e cavalieri) perché impone al re il rispetto di alcune procedure, limitando la sua volontà sovrana per legge. Tra gli articoli della Magna Charta ricordiamo il divieto per il Sovrano di imporre nuove tasse senza il previo consenso del Parlamento (no taxation without representation) e la garanzia per tutti gli uomini di non poter essere imprigionati senza prima aver sostenuto un regolare processo (due process of law), riducendo inoltre l'arbitrarietà del re in termini di arresto preventivo e detenzione. Benché la Magna Charta nel corso dei secoli sia stata ripetutamente modificata da leggi ordinarie emanate dal Parlamento, conserva tuttora lo status di Carta fondamentale della monarchia britannica (Regno Unito di Gran Bretagna o United Kingdom). Il punto fondamentale è l'habeas corpus, cioè che l'ordine di arresto abbia una sostanza (o "corpo") in quanto derivante dall'accertamento di un illecito penale e non dal capriccio di un ufficiale di polizia; fu poi interpretato anche come il diritto di richiedere a un giudice l'emissione di un ordine (writ), diretto a un'autorità pubblica che ha eseguito un arresto, per rendere ragione della detenzione di quella persona, ed è considerato uno dei più efficienti sistema di salvaguardia della libertà individuale contro detenzioni arbitrarie ed extragiudiziali.
Su richiesta della persona arrestata, con il writ il magistrato ne ordina l'esibizione avanti a sé in udienza ("Habeas corpus, ad subjiciendum judicium!": ne sia esibito il corpo, per sottoporlo a giudizio!), per verificare se egli sia ancora vivo, l'accusa e le circostanze dell'arresto. L'Habeas Corpus è un appello al giudice contro una detenzione ingiustificata.
Si tenga presente che l'arresto o la cattura di chiunque, nel medioevo o nell'era moderna, erano disposte e attuate immediatamente dalla stessa autorità amministrativa (Sceriffi, "gaolers" e altri ufficiali..), senza motivazione esplicita, spesso a fini non penali (tributari, debiti privati, ordine pubblico..). Il ricorso al giudice della Corona (cioè un emissario diretto del Re), costituì così la prima e più importante garanzia verso gli abusi, potendosi scavalcare così l'Ufficiale che aveva eseguito l'arresto.

### La dichiarazione dei diritti dei cittadini USA
La Dichiarazione dei Diritti dei cittadini degli Stati Uniti d'America consiste dei primi dieci emendamenti della Costituzione (Bill of Rights), tutti approvati nei primissimi anni di storia della nuova federazione, e condivide il tema della limitazione del potere del governo federale. Essi vennero aggiunti come conseguenza delle obiezioni mosse alla Costituzione durante i dibattiti sulla ratifica negli stati federati; l'obiezione più diffusa era che un forte governo centrale avrebbe tiranneggiato i cittadini se lasciato senza vincoli. Il Congresso approvò questi emendamenti in un blocco di dodici, nel settembre 1789, e le legislature di un numero sufficiente di stati ratificarono dieci di questi dodici entro il dicembre 1791, cioè quelli concernenti i diritti dei cittadini; essi divennero quindi parte del principale documento giuridico dell'Unione federale (USA).
Originariamente, la Carta dei Diritti non era intesa per applicarsi ai singoli stati federati. Questa interpretazione degli emendamenti rimase fino al 1868, quando venne approvato il XIV emendamento, che in parte dichiara che: "Nessuno Stato farà o metterà in esecuzione una qualsiasi legge che limiti i privilegi o le immunità dei cittadini degli Stati Uniti; né potrà qualsiasi Stato privare qualsiasi persona della vita, della libertà o della proprietà senza un processo nelle dovute forme di legge; né negare a qualsiasi persona sotto la sua giurisdizione l'eguale protezione delle leggi".
La Corte Suprema ha interpretato questa clausola per estendere alcune, ma non tutte, le parti della Carta dei Diritti agli stati. Ciononostante, l'equilibrio tra potere statale e federale è rimasto luogo di scontro nella Corte Suprema.
I dieci emendamenti noti come Carta dei Diritti, sono ancora nella forma in cui vennero adottati oltre due secoli fa.
- Il primo emendamento garantisce la libertà di culto, parola e stampa, il diritto di riunirsi pacificamente e il diritto di appellarsi al governo per correggere i torti. Esso inoltre proibisce al Congresso di "fare alcuna legge per il riconoscimento di qualsiasi religione" — rendendo questo emendamento un campo di battaglia delle guerre culturali della fine del XX secolo.
- Il secondo emendamento garantisce il diritto di possedere armi; se tale diritto sia esteso ai privati cittadini o solo alle milizie statali è stata questione di acceso dibattito, e le varie corti hanno interpretato il suo significato in diversi casi sin dal 1900. Ma nel luglio del 2008 la Corte Suprema degli Stati Uniti ha riconosciuto il diritto dei cittadini di possedere armi, dichiarando incostituzionale la legge del distretto di Columbia che invece ne vietava, ai residenti, il possesso. È così stabilito il diritto individuale dei cittadini americani ad essere armati annullando la legge che da 32 anni proibiva di tenere in casa una pistola per difesa personale nella città di Washington. La sentenza ha fornito un'interpretazione definitiva al Secondo Emendamento della Costituzione che dal 1791 sancisce il diritto di portare le armi. Questo significa che è stato riconosciuto un diritto inviolabile al pari di quello al voto e della libertà di espressione.
- Il terzo emendamento prevede che le truppe non possano essere acquartierate in abitazioni private senza il consenso del proprietario.
- Il quarto emendamento difende da perquisizioni, arresti e confische irragionevoli.

I quattro emendamenti successivi trattano il sistema della giustizia.
- Il quinto emendamento vieta i processi per un crimine grave se non su accusa da parte del Gran Giurì. Proibisce inoltre la ripetizione del processo per la stessa offesa a seguito di un'assoluzione (eccetto in alcuni casi ben specifici), vieta la punizione senza un giusto processo di legge, e prevede che una persona accusata non possa essere costretta a testimoniare contro se stessa.
- Il sesto emendamento garantisce un processo penale rapido e pubblico. Richiede il processo da parte di una giuria (di pari), garantisce il diritto alla difesa per l'accusato, e prevede che i testimoni debbano assistere al processo e testimoniare in presenza dell'accusato.
- Il settimo emendamento garantisce un processo davanti ad una giuria per i reati civili che coinvolgano un valore della causa superiore ai 20 dollari.
- L'ottavo emendamento vieta le cauzioni e le multe eccessive, e le punizioni crudeli o inusitate.

Gli ultimi due dei dieci emendamenti contengono dichiarazioni di autorità costituzionale di ampio respiro.
- Il nono emendamento dichiara che l'elenco dei diritti individuali non è inteso come esaustivo; che il popolo ha altri diritti non specificamente menzionati nella Costituzione.
- Il decimo emendamento prevede che i poteri che non sono delegati dalla Costituzione al governo federale, o da essa non vietati agli Stati, sono riservati ai rispettivi Stati, o al popolo.

La Dichiarazione dei Diritti e gli emendamenti successivi hanno posto alcuni diritti umani fondamentali al centro del sistema legale statunitense, e sono serviti da modello per altri.

### I diritti fondamentali nello stato italiano

#### Lo Statuto albertino
Lo Statuto albertino è una costituzione ottriata, ossia concessa dal sovrano (Carlo Alberto, re di Sardegna nel 1848), e anche se dichiarato «perpetuo» ed «immutabile» viene molto presto considerato una costituzione flessibile, ossia liberamente modificabile dal Parlamento, che così assume le funzioni di una costituente perpetua.
Per ciò che concerne i diritti di libertà, posta l'enunciazione del principio di eguaglianza formale, essi sono codificati, con una tecnica normativa che, dopo l'affermazione del diritto, rinvia al legislatore la determinazione dei limiti del suo esercizio (con una riserva di legge che, oltre a prestarsi a facili abusi da parte del legislatore, rapidamente involve tendendo a coincidere con il principio di legalità formale). In alcuni casi, viene stabilita, a maggior garanzia delle libertà individuali, anche una riserva di giurisdizione, la cui portata è però drasticamente limitata dalla scarsa indipendenza dei giudici nei confronti dell'esecutivo.
Nell'evoluzione storica, successivamente ad una prima fase in cui, pur in presenza di interpretazioni spesso restrittive delle libertà, si registra un sostanziale equilibrio tra principi garantisti e statualisti, si afferma, con la dittatura fascista, una concezione funzionale dei diritti che, senza procedere alla loro negazione, ne limita profondamente la portata, subordinandoli ai superiori interessi della nazione.

#### La Costituzione della Repubblica Italiana
Dispone l'art. 2 della Costituzione che «la Repubblica riconosce e garantisce i diritti inviolabili dell'uomo, sia come singolo, sia nelle formazioni sociali ove si svolge la sua personalità, e richiede l'adempimento dei doveri inderogabili di solidarietà politica, economica e sociale». Questa norma, insieme a quella contenuta nell'art. 1 («l'Italia è una Repubblica democratica fondata sul lavoro. La sovranità appartiene al popolo che la esercita nelle forme e nei limiti della Costituzione») definisce l'attuale forma di Stato, e presenta una particolare importanza a livello sistematico. Nel primo articolo si afferma anche il principio lavorista (di ispirazione socialista), che dice che la dignità di un uomo è data dal lavoro e non da sesso, razza, religione, proprietà, ceto sociale, opinione politica ecc. Questo principio è affermato nel primo comma, ed indica una prevalenza su questo punto di una concezione che allora si definiva "di sinistra" contro il principio che dava prevalenza (prima del diritto al lavoro) alla tutela della libertà individuale ed alla tutela della proprietà (concezione che allora si definiva "di destra"), in analogia ad esempio con la tradizione anglosassone.
Il soggetto dell'enunciato («Repubblica») vale a indicare sia lo Stato-apparato sia lo Stato-comunità. Il termine «uomo» ivi impiegato si presta, invece, a due possibili interpretazioni. Parte della dottrina sostiene che esso valga come sinonimo di «cittadino», essendo una Costituzione un atto politico che presuppone lo status di cittadinanza, e perdendo altrimenti di significato la disposizione di cui all'art. 10 comma 2 («la condizione giuridica dello straniero è regolata dalla legge in conformità delle norme e dei trattati internazionali»).
A questa tesi si ribatte soprattutto considerando i principi individualisti ed universalisti presenti nel testo costituzionale, ed espressi nello stesso articolo 10, al terzo comma («lo straniero, al quale sia impedito nel suo paese l'effettivo esercizio delle libertà democratiche garantite dalla Costituzione italiana, ha diritto di asilo nel territorio della Repubblica, secondo le condizioni stabilite dalla legge»). Con un approccio maggiormente pragmatico, si può comunque considerare irrilevante la soluzione di questo problema interpretativo, posta la quantità e qualità delle norme internazionali che disciplinano i diritti dell'uomo (tra le quali assumono particolare rilevanza la Dichiarazione Universale dei Diritti dell'Uomo del 1948, e la Convenzione europea per la salvaguardia dei diritti dell'uomo del 1950) adottate dopo che la Costituzione era già in vigore, e quindi ritenute superflue in Italia, anche se i fatti hanno dato torto a tale auspicio, dato che l'Italia è stata condannata molte volte per violazioni dei diritti umani, senza che l'Italia, se non con molto ritardo e controvoglia abbia modificato le proprie leggi per ottemperare a quelle condanne.
Altra questione particolarmente delicata è quella della qualificazione dell'art. 2 come norma a fattispecie aperta ovvero norma a fattispecie chiusa. Nel primo caso, per il tramite dell'art. 2 verrebbero introdotti nell'ordinamento diritti non previsti dal testo costituzionale, ed emersi dall'evoluzione economica, sociale e politica della comunità (ossia, dalla costituzione materiale). Nel secondo caso, questo non sarebbe possibile. Posto il fatto che la configurazione di un nuovo diritto comporta, in un ordinamento costituzionale contemporaneo, anche la configurazione di un nuovo obbligo, a carico non solo dello Stato ma anche di privati, è da ritenersi preferibile la tesi che vede nell'art. 2 una norma a fattispecie aperta, così come ha esplicitamente affermato la Suprema Corte nella sentenza 10 maggio 2001, n. 6507
L'art. 3 della Costituzione, invece, enuncia i due principi di eguaglianza formale («tutti i cittadini hanno pari dignità sociale e sono eguali davanti alla legge, senza distinzioni di sesso, di razza, di lingua, di religione, di opinioni politiche, di condizioni personali e sociali») e sostanziale («è compito della Repubblica rimuovere gli ostacoli di ordine economico e sociale, che, limitando di fatto la libertà e l'eguaglianza dei cittadini, impediscono il pieno sviluppo della persona umana e l'effettiva partecipazione di tutti i lavoratori all'organizzazione politica, economica e sociale del Paese»).

Il principio dell'uguaglianza formale è stato molto approfondito ed ha assunto il valore di criterio al cui controllo sono sottoposte tutte le volontà del sistema giuridico. Il destinatario dell'art. 3 è in prima istanza il legislatore, che deve considerare eguali tutti i cittadini. Il legislatore deve parificare le situazioni giuridiche eguali e distinguere le situazioni giuridiche diverse, senza mai assumere come criterio di diversificazione quelli enunciati nell'art. 3 comma I.

La discrezionalità del legislatore nel diversificare le situazioni giuridiche si deve arrestare di fronte a questi criteri enunciati dal costituente. Inizialmente si è ritenuto che i criteri di discrezionalità del legislatore nel diversificare le situazioni giuridiche diverse fossero insindacabili, fermi restando i divieti imposti dalla Costituzione, come ribadito dalla legge n. 87 del 1953 che all'art. 28 dice “il controllo di legittimità non può avere ad oggetto l'esercizio di discrezionalità del legislatore”.

La Corte costituzionale nelle prime sentenze ha mostrato ossequio a tale disciplina (sentenza n. 28 del 1957), in seguito ha ribaltato completamente tale opinione dichiarando con le sentenze n. 7 del 1973 e n. 7 del 1975 che nell'esercizio di discrezionalità del legislatore deve essere rinvenibile una ragionevolezza di fondo. Il legislatore può parificare e diversificare, ma nei limiti della ragionevolezza e degli altri principi costituzionali. Una scelta del legislatore deve essere valutata rispetto a due requisiti di validità: nella legge deve essere individuabile una finalità e questa deve essere una finalità apprezzabile costituzionalmente. La Corte costituzionale agisce da sindacato rispetto a questi due requisiti di validità.
La Costituzione fu voluta come "rigida", cioè non facilmente modificabile, in contrasto con la facile modificabilità invalsa con lo Statuto albertino, ma la Corte costituzionale, investita del potere di sindacato sulle leggi (potendo annullarne le statuizioni) e quindi di custode dell'interpretazione della Costituzione, in nome della "ragionevolezza", ha adottato col tempo una forma di interpretazione, definita dai giuristi "evolutiva", che non raramente sconfina nell'ambito riservato al legislatore, adattandosi ai tempi e a nuove situazioni non previste. Infatti, oltre a cancellare singole parti di una legge, la Corte costituzionale adotta anche abrogazioni "interpretative" quando lascia in vita una norma, pur dichiarandola incostituzionale "nella parte in cui dispone che..." e quindi innovandone o limitandone la portata, oppure quando la dichiara incostituzionale "nella parte in cui non dispone che...", creando con ciò di fatto delle nuove norme legislative.
Un altro problema sorto negli ultimi anni è che la Carta costituzionale garantisce i diritti solo ai cittadini (italiani), mentre in Italia soggiornano milioni di cittadini della Unione Europea, per i quali sono i trattati internazionali (forse sarebbe meglio dire intercomunitari) a garantire i medesimi diritti fondamentali dei cittadini italiani, ma anche milioni di cittadini stranieri di cittadinanza extra-comunitaria, buona parte in maniera legale (cioè muniti di permesso di soggiorno in Italia) e parte in maniera illegale (definiti clandestini), anche ai quali sono la Convenzione dei diritti dell'uomo a garantire i diritti fondamentali, anche se la Corte europea per i diritti dell'uomo (CEDU) ha parecchie volte sanzionato l'Italia per violazione di tale convenzione. A molti sembra opportuno che una revisione della Costituzione (di cui si parla da anni) affronti anche questo problema, parificando i diritti almeno dei regolarmente residenti stranieri in Italia a quelli dei cittadini, anche se sarebbe opportuno che la Costituzione espressamente garantisse i diritti umani fondamentali a tutti coloro che per qualunque ragione si trovino in Italia, così come l'Italia si è impegnata a fare sottoscrivendo e ratificando le convenzioni internazionali.

#### I singoli diritti
In base alla loro struttura, a volte i diritti possono essere classificati come assoluti (quando possono essere fatti valere nei confronti di qualsiasi soggetto), relativi (quando possono essere fatti valere nei confronti solo di soggetti particolari; nei casi in esame, principalmente lo Stato) o funzionali (quando il loro esercizio è strumento e non già conseguimento del bene della vita).
Tra i diritti assoluti, vanno annoverati i classici diritti di libertà (libertà personale, libertà e inviolabilità del domicilio, libertà di circolazione e soggiorno, libertà e segretezza della corrispondenza, libertà di manifestazione del pensiero), oltre al diritto alla vita e all'integrità psicofisica, il diritto al mantenimento della cittadinanza e della capacità giuridica, il diritto al nome e all'immagine, i diritti matrimoniali e le potestà familiari, la proprietà, i diritti reali e quelli successori.
Tra i diritti relativi (o diritti di prestazione), vi sono i diritti sociali, i diritti a comportamenti omissivi e il diritto al pari trattamento.
Tra i diritti funzionali, infine, sono da ricordarsi i diritti politici, i diritti di autotutela (tra questi, l'unico che gode di un espresso riconoscimento costituzionale è il diritto di sciopero) e il diritto alla tutela giurisdizionale.

#### Garanzie dei diritti costituzionali
Si può definire garanzia ogni strumento di protezione di determinati interessi contro l'eventualità di offese, strumento che, per ciò che riguarda i diritti fondamentali, la Repubblica si impegna ad apprestare in virtù di quanto disposto dall'art. 2 della Costituzione.
Le garanzie, a loro volta, possono essere giurisdizionali, quando presuppongono un procedimento giurisdizionale (e queste saranno dirette o indirette), oppure non giurisdizionali, quando, anche avvenendo al suo interno, non lo presuppongono.
Le garanzie giurisdizionali indirette consistono nell'indipendenza (che attiene all'ufficio giurisdizionale, ed è sia organica che funzionale), terzietà (che attiene alla persona del giudice) e imparzialità (che costituisce un requisito modale relativo all'attività giurisdizionale) del giudice, nonché nella naturalità e precostituzione, cui si affiancano il divieto di istituzione di giudici straordinari e speciali.
Le garanzie giurisdizionali indirette sono quelle che, già ricavate dalla giurisprudenza della Corte costituzionale, sono state esplicitate dal legislatore costituzionale nella riforma dell'art. 111, che ora espressamente prevede nel nostro ordinamento i principi del giusto processo (contraddittorio, ragionevole durata, obbligo di motivazione).
Le garanzie non giurisdizionali, invece, sono date dai ricorsi amministrativi, dalla partecipazione al procedimento amministrativo, dalle autorità amministrative indipendenti, dalla responsabilità civile della pubblica amministrazione e dei suoi dipendenti, dalla inutilizzabilità processuale delle prove illecite.
Purtroppo, al di là degli altisonanti principi, nei fatti questi principi sono spesso disattesi, tanto che l'Italia è stata numerosissime volte condannata dalla Corte europea dei diritti dell'uomo (CEDU) proprio per violazione dei diritti fondamentali che la Costituzione dovrebbe garantire, raggiungendo il poco onorevole primato di Stato con il maggior numero di condanne tra tutti gli Stati dell'Unione europea, sborsando la Repubblica italiana anche somme considerevoli in favore dei privati ricorrenti, senza che ciò sia servito a porre rimedio alle persistenza di situazioni di violazione di diritti fondamentali dei cittadini italiani, tanto che i ricorsi (e le condanne) sono in continuo aumento. Le più ricorrenti condanne sono per la spropositata lunghezza delle procedure giudiziarie (processi civili, processi penali, procedure fallimentari), lo stato delle carceri italiane (la CEDU le definisce luoghi di tortura per il sovraffollamento oltre ogni limite e le condizioni degli immobili), le violazioni del diritto di proprietà da parte di enti pubblici. E sinora la CEDU non ha voluto occuparsi né dell'abuso della carcerazione preventiva sia in ordine alla dilatazione dei tempi sia in ordine al fatto che buona parte di chi l'ha subita viene poi riconosciuto innocente dagli stessi giudici né dello spropositato uso delle intercettazioni telefoniche né dei tempi biblici per ottenere atti o concessioni amministrative che all'estero richiedono pochi giorni né dei lunghissimi tempi di prescrizione per reati penali od accertamenti fiscali.

#### Limiti e restrizioni
Per ciò che concerne la spettanza dei diritti, oltre a richiamare quanto detto supra con riguardo al concetto di «uomo» richiamato dall'art. 2 della Costituzione, va richiamata l'attenzione anche a quello di «capacità». Essa, infatti, non può risolversi semplicemente nella categoria civilistica, ma pur riaffermando il principio per cui tutte le persone fisiche sono soggetti di diritto, e quindi in quanto tali potenziali centri di imputazione di situazioni giuridiche soggettive, va notato come, per i diritti consistenti nell'esplicazione di attività materiali, essa debba essere ricondotta alla capacità naturale, ossia alla concreta capacità di autodeterminarsi in relazione all'attività materiale stessa (con i limiti, per il minore, derivanti dall'esercizio della potestà genitoriale, finché questa si esprima in misure dotate di capacità educativa), mentre per i diritti consistenti nel compimento di atti giuridici essa corrisponde alla capacità d'agire determinata per essi.
Per ciò che riguarda i limiti dei diritti di libertà, essi devono essere ricondotti necessariamente a quelli previsti dal testo costituzionale, o quelli dal medesimo consentiti (per i diritti individuali) o necessari al conseguimento della funzione connessa (per i diritti funzionali), essendo estremamente ambigua l'affermazione, pur avallata dalla giurisprudenza della Corte costituzionale, per cui il legislatore sarebbe libero di apporre limiti di esercizio ma non di contenuto, non avendo senso - al riguardo dei diritti di libertà - porre in essere una distinzione tra esercizio e contenuto degli stessi.
Per quanto invece riguarda la sospensione dei diritti costituzionali da adottarsi in stato di emergenza, fattispecie non prevista dalla vigente Costituzione, considerando l'inutilizzabilità di alcuni degli strumenti proposti (come la delega legislativa, lo stato di guerra, una legge costituzionale e, in ipotesi di estrema rottura, pericolose fonti extra ordinem), si deve ritenere preferibile lo strumento della decretazione d'urgenza, con una interpretazione forse più aderente all'intento del costituente delle straordinarie ipotesi di necessità ed urgenza.